# 유한 계급 (영화)
《유한 계급》(The Idle Class)은 1921년에 개봉된 찰리 채플린의 영화이다. 이 영화는 퍼스트네셔널 픽처스에서 7번째로 제작된 영화이며 무성 영화이다. 이 영화는 상류 계급을 비꼬는 내용을 가지고 있는 영화이며 에드나 퍼바이언스와 헨리 버그만, 맥 스웨인이 함께 촬영하였다.

## 줄거리
에드나는 술을 너무 많이 마시는 남편을 두어서 마음이 좋지가 않다. 그러는 사이 트램프는 몰래 골프를 치러 오고 각종 소동을 벌이게 되는데 뚱뚱한 한 남자와도 소동을 벌이는데 그 남자는 에드나의 아버지였다. 트램프는 에드나와 사귀게 되지만 트램프와 에드나의 남편이 똑같이 생겨서 에드나는 남편이 정신을 차린 줄 안다. 가면 파티가 벌어지고 에드나는 남편이 트램프 복장으로 하고 파티에 참가하는 줄 알지만 실제 남편은 술 취한 상태에 기사옷을 입고 얼굴을 드러내지를 않아 문제가 생긴다. 결국 에드나는 사실을 알게 되고 트램프에게 미안해하나 트램프는 그녀의 아버지에게 끝까지 복수한다.

## 캐스팅
- 찰리 채플린 - 리틀 트램프 / 에드나의 남편(1인2역)
- 에드나 퍼바이언스 - 에드나
- 맥 스웨인 - 에드나의 아버지
- 헨리 버그만 - 잠자는 부랑자 / 순경
- 앨런 가르시아 - 공원의 순경
- 존 랜드 - 골퍼 / 손님
- 리타 그레이 - 메이드
- 그랜빌 레드먼드 - 손님